# Laura de Vaan
Laura de Vaan (11 augustus 1980) is een Nederlands handbikester.
De Vaan heeft op haar zestiende door een val van de trap posttraumatische dystrofie (CRPS I) opgelopen. hierdoor kon ze niet meer zonder rolstoel sporten. Vrij snel na de diagnose is ze gaan rolstoeltennissen, dit heeft ze een aantal jaren gedaan totdat dit fysiek niet meer op te brengen was. Daarop is ze in 2004 begonnen met handbiken en in 2005 debuteerde ze op de Europese kampioenschappen wielrennen waar ze tweemaal brons behaalde op de  wegwedstrijd en op de tijdrit.  
De Vaan is voor Nederland uitgekomen op de Paralympische Zomerspelen 2008 in Peking, alwaar zij met een wegwedstrijd een vijfde plaats behaalde en hiermee dus een Olympisch diploma. Op de wereldkampioenschappen 2009 in het Italiaanse Bogogno behaalde zij de zilveren medaille op het onderdeel tijdrit en de bronzen medaille op het onderdeel wegwedstrijd. In 2010 gaf zij deze prestaties een vervolg door op de wereldkampioenschappen in Baie Comeau (Canada) in beide disciplines de zilveren medaille te veroveren.
In 2011, 2015 en 2017 werd Laura de Vaan winnaar van de wereldbeker in haar klasse. Daarnaast werd zij bij de wereldkampioenschappen 2011 in het Deense Roskilde wereldkampioen op het onderdeel tijdrijden en behaalde zij in de wegwedstrijd de bronzen medaille. Laura de Vaan was voor zowel het onderdeel tijdrit als het onderdeel wegwedstrijd genomineerd voor de Paralympische Spelen in Londen in 2012. Ze won daar respectievelijk een bronzen en een zilveren medaille. 
Op de wereldkampioenschappen 2015 in het Zwitserse Notwill werd zij wereldkampioen tijdrijden en behaalde zij in de wegwedstrijd de zilveren medaille. Op de Paralympische Spelen in Rio in 2016 won ze de bronzen medaille op het onderdeel tijdrijden en de zilveren medaille in de wegwedstrijd. Bij de wereldkampioenschappen 2018 in het Italiaans Maniago werd zij wereldkampioen tijdrijden en behaalde zij de zilveren medaille in de wegwedstrijd.
Laura de Vaan is gepromoveerd aan de Radboud Universiteit Nijmegen.

## Beste uitslagen

### Paralympische Spelen
| Evenement   | Resultaat | Onderdeel    |
| ----------- | --------- | ------------ |
| Londen 2012 | brons     | weg tijdrit  |
| Londen 2012 | zilver    | wegwedstrijd |
| Rio 2016    | brons     | weg tijdrit  |
| Rio 2016    | zilver    | wegwedstrijd |

### Wereldkampioenschappen
| Evenement | Resultaat | Onderdeel    |
| --------- | --------- | ------------ |
| 2018      | goud      | weg tijdrit  |
| 2018      | zilver    | wegwedstrijd |
| 2017      | zilver    | weg tijdrit  |
| 2017      | zilver    | wegwedstrijd |
| 2015      | goud      | weg tijdrit  |
| 2015      | zilver    | wegwedstrijd |
| 2014      | zilver    | weg tijdrit  |
| 2014      | zilver    | wegwedstrijd |
| 2013      | zilver    | weg tijdrit  |
| 2013      | zilver    | wegwedstrijd |
| 2011      | goud      | weg tijdrit  |
| 2011      | brons     | wegwedstrijd |
| 2010      | zilver    | weg tijdrit  |
| 2010      | zilver    | wegwedstrijd |
| 2009      | zilver    | weg tijdrit  |
| 2009      | brons     | wegwedstrijd |

### Europese kampioenschappen
| Evenement | Resultaat | Onderdeel    |
| --------- | --------- | ------------ |
| 2005      | brons     | weg tijdrit  |
| 2005      | brons     | wegwedstrijd |